# Tajik Cup 2022
Der Tajik Cup 2022 war die 31. Saison eines Ko-Fußballwettbewerbs in Tadschikistan. Das Turnier wurde von der Tajikistan Football Federation organisiert. Er begann mit der Vorrunde am 4. Juni 2022 und endete mit dem Finale am 29. Oktober 2022.

## Termine
| Runde         | Datum                                         |
| ------------- | --------------------------------------------- |
| Vorrunde      | 4. Juni 2022 5. Juni 2022 15. Juni 2022       |
| Achtelfinale  | 6. August 2022 7. August 2022 17. August 2022 |
| Viertelfinale | 27. August 2022 28. August 2022               |
| Halbfinale    | 15. September 2022 15. Oktober 2022           |
| Finale        | 29. Oktober 2022                              |

## Vorrunde
|               | Ergebnis |                 |
| ------------- | -------- | --------------- |
| 4. Juni 2022  |          |                 |
| Vahdat        | 0:5      | Hosilot FC      |
| Mohir         | 3:2      | Duşanbe         |
| 5. Juni 2022  |          |                 |
| Hulbuk        | 5:2      | Sarhadchi       |
| Barqcī        | 0:2      | Kuktosh Rudaki  |
| Saroykamar    | w/o      | Guliston        |
| 15. Juni 2022 |          |                 |
| Pançşer       | 0:3      | Dynamo Dushanbe |

## Achtelfinale
|                 | Ergebnis |                   |
| --------------- | -------- | ----------------- |
| 6. August 2022  |          |                   |
| Ravshan Kulob   | 3:1      | Ravshan Zafarobod |
| Regar TadAZ     | 0:1      | SSKA Pomir        |
| Kuktosh Rudaki  | 3:2      | FC Khujand        |
| FC Istiklol     | 6:0      | Mohir             |
| 7. August 2022  |          |                   |
| Eskhata Khujand | 2:0      | Hosilot FC        |
| Saroykamar      | 1:0      | Hulbuk            |
| FC Khatlon      | 2:0      | FK Istaravshan    |
| 17. August 2022 |          |                   |
| Dynamo Dushanbe | 0:2      | FK Fayzkand       |

## Viertelfinale
|                 | Ergebnis |                |
| --------------- | -------- | -------------- |
| 27. August 2022 |          |                |
| FK Fayzkand     | 1:2      | Kuktosh Rudaki |
| 28. August 2022 |          |                |
| Eskhata Khujand | 1:0      | SSKA Pomir     |
| Saroykamar      | 0:1      | FC Khatlon     |
| FC Istiklol     | 1:0      | Ravshan Kulob  |

## Halbfinale
|                               | Ergebnis |                 |
| ----------------------------- | -------- | --------------- |
| 15. September (Hinspiel)      |          |                 |
| FC Khatlon                    | 0:0      | Kuktosh Rudaki  |
| FC Istiklol                   | 1:0      | Eskhata Khujand |
| 15. Oktober 2022 (Rückspiele) |          |                 |
| Eskhata Khujand               | 1:1      | FC Istiklol     |
| Kuktosh Rudaki                | 2:1      | FC Khatlon      |
| GESAMT                        |          |                 |
| Kuktosh Rudaki                | 2:1      | FC Khatlon      |
| FC Istiklol                   | 2:1      | Eskhata Khujand |

## Finale
|                                               | Ergebnis              |                |
| --------------------------------------------- | --------------------- | -------------- |
| 29. Oktober 2022 (Stadion Pakhtakor, Bokhtar) |                       |                |
| FC Istiklol                                   | 2:2 n. V. (5:4 i. E.) | Kuktosh Rudaki |